# Northwest Ithaca
Northwest Ithaca es un lugar designado por el censo ubicado en el condado de Tompkins en el estado estadounidense de Nueva York. En el año 2000 tenía una población de 1.115 habitantes y una densidad poblacional de 146 personas por km².

## Geografía
Northwest Ithaca se encuentra ubicado en las coordenadas 42°28′4″N 76°32′20″O / 42.46778, -76.53889.

## Demografía
Según la Oficina del Censo en 2000 los ingresos medios por hogar en la localidad eran de $47.500, y los ingresos medios por familia eran $62.292. Los hombres tenían unos ingresos medios de $50.114 frente a los $41.250 para las mujeres. La renta per cápita para la localidad era de $31.271. Alrededor del 4,9% de la población estaban por debajo del umbral de pobreza.